# Elena Irureta Azanza
Elena Irureta (Zumaya, Guipúscoa, 30 de juliol de 1955) és una actriu basca de teatre, cinema i televisió.
Encara que coneguda per a molts pel seu paper de Laura Hurtado en la sèrie de Telecinco El comisario, en la qual va participar des de 1999 fins a 2009, Elena Irureta compta amb una àmplia trajectòria tant a televisió, amb participacions anteriors en altres sèries, com ara El tiempo entre costuras, per exemple, com també en teatre i cinema.

## Carrera professional
Va estudiar fotografia en una Escola d'Arts Aplicades i a principis dels vuitanta va ingressar a Antzerti, l'Escola d'Art Dramàtic de Govern Basc. Després va aconseguir una beca que li va permetre dedicar-se completament a la seva formació en art dramàtic.
Durant els primers anys de la seva carrera va recórrer tot Euskadi representat obres de teatre. Ha participat en diverses sèries d'Euskal Telebista com Jaun ta jabe, Bi eta bat, o més recentment, Martin. També ha treballat en produccions cinematogràfiques, com La Madre Muerta (1993), de Juanma Bajo Ulloa, o La ardilla roja (1993), de Julio Medem. També es troba en el repartiment de la primera pel·lícula d'Icíar Bollaín, Hola, estàs sola?, en què dona vida a Mariló, la mare d'una de les protagonistes, i en alguna altra, com Flores de otro mundo (1999) i Te doy mis ojos (2003).
Per la seva actuació a Flores de otro mundo (1999), d'Icíar Bollaín, juntament amb les seves dues companyes de repartiment, Marilín Torres i Lissete Mejía, va rebre el Premi a la Millor Interpretació Femenina de Festival Internacional de Cinema de la Dona de Arcachon, França. El 2003, per la seva participació a Te doy mis ojos, va rebre el Premi a la Millor Actriu de Repartiment en la XII edició dels premis "El Mundo" al Cinema Basc. A la XIV edició dels mateixos Premis "El Mundo" a cinema basc, va rebre altre cop el Premi a la Millor Actriu gràcies a la seva interpretació a Aupa Etxebeste! (2005)', de Telmo Esnal i Asier Altuna.